# Болсовер, Энтони
Э́нтони Болсо́вер (англ. Anthony Bolsover, род. 3 ноября 1972 года в Шеффилде, Англия) — английский бывший профессиональный снукерист.

## Карьера
Болсовер стал профессионалом в сезоне 1991/92, и играл в мэйн-туре, с некоторыми перерывами, до 2003 года. Он никогда не играл в финальной стадии чемпионата мира, но дважды достигал 1/8 финала других рейтинговых турниров, среди которых British Open 1994. Лучший рейтинг Болсовера — № 68 (по другим данным — № 81).
В сезоне 1997/98 Болсовер стал победителем профессионального, но не входящего в мэйн-тур турнира Merseyside Professional Championship. В финале он выиграл у Пола Уайкса, 5:4.
В последнее время Энтони Болсовер продолжает играть в снукер на любительском уровне.